# 威尔基·柯林斯

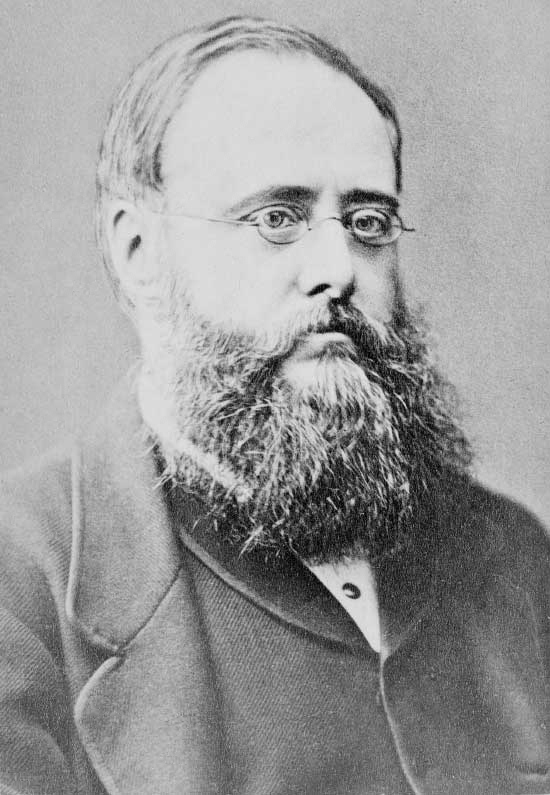
威尔基·柯林斯

威廉·威尔基·柯林斯（William Wilkie Collins，1824年1月8日—1889年9月23日），英国的著名小说家，剧作家，短篇故事作者。其代表作为《白衣女人》与《月亮宝石》，他的作品在维多利亚时代取得很大成功，很受市民的欢迎，后来被认为是推理小说的先驱者之一。

## 生平
柯林斯生于伦敦，是著名风景画家威廉·柯林斯的儿子，为了区别于他父亲，一般就以他的中間名Wilkie（来自于他的教父大卫·威尔基（David Wilkie）的姓而取的名字）来称呼他，即威尔基·柯林斯。12到15岁间，他和双亲在意大利居住，当地的风土人情给他留下了深刻印象。17岁时，他进入一个茶叶公司作办事员。1847年他父亲去世，柯林斯写了《对威廉·柯林斯一生的纪念》并于第二年出版。1851年在奥古斯图斯·艾格的介绍下，柯林斯结识了查尔斯·狄更斯，两人成为终身的朋友和合作者。柯林斯的弟弟查尔斯·奥尔斯顿·柯林斯娶了狄更斯的小女儿，而狄更斯去世后，柯林斯作为顾问帮助狄更斯的妻妹乔吉娜·霍卡斯编撰了狄更斯的信件选。

## 文学创作

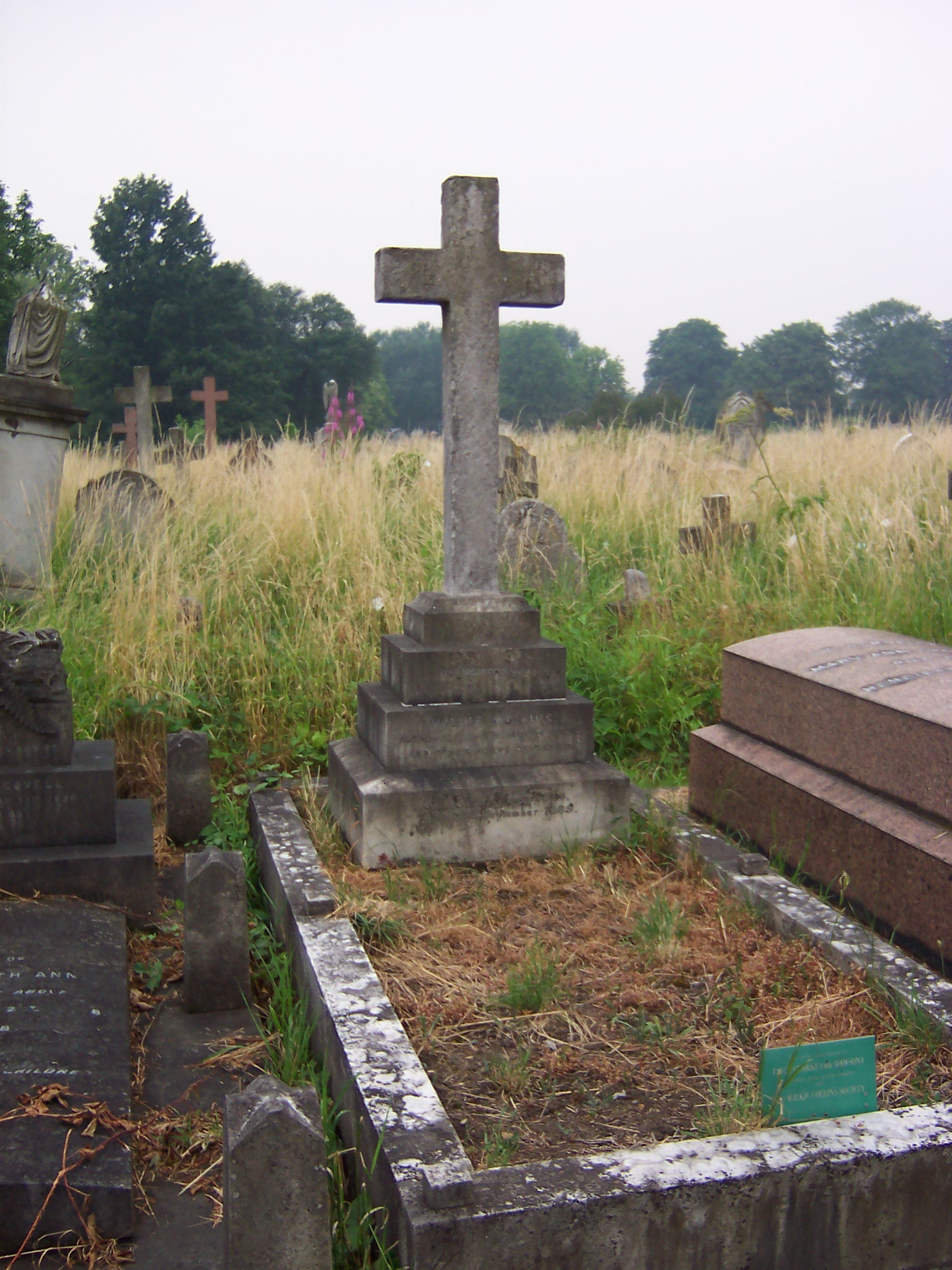
威尔基·柯林斯墓地，上刻：《白衣女人》的作者威尔基·柯林斯之墓

和狄更斯专注于对社会的描写和批判的小说不同，柯林斯被认为是“奇情小说”（sensation novel）的代表作家。奇情小说与哥特小说类似，都充满着惊悚、煽情、悬疑、罪行等剧情元素，但更加偏向用人们比较熟悉的家庭生活作为场景，用悬疑而不是恐怖来渲染气氛。
柯林斯的代表作品是1859年出版的《白衣女人》和1868年出版的《月亮宝石》。在这两篇作品中柯林斯使用了书信体小说的形式，通过卷入案件的一个或几个人的视角来让读者慢慢了解案件的全貌，这样，他成功的创造了具有悬疑与推理的情节，渲染了一种犹豫而伤感的气氛，使得两部作品出版后很受欢迎，后来被认为是早期长篇推理小说的写作典范。

## 作品列表
- 威廉·柯林斯传（The Life of William Collins，1848） - 生平第一部作品。
- 安东尼娜（Antonina），又名为罗马的沦落（The Fall of Rome，1850） - 生平的一部失败作。
- 贝锡尔（Basil，1852）
- 捉迷藏（Hide and Seek，1854）
- 家常话（Household Words）
- 天黑以后（After Dark，1856）
- 死亡的秘密（The Dead Secret，1857）
- 红桃皇后（The Queen of Heart，1858）
- 白衣女人（The Woman in White，1860）
- 我的杂记（My Misscellanies，1862）
- 无名氏（No Name，1862）
- 阿玛泰德（Armadad，1866）
- 月亮宝石（The Moonstone，1868）
- 夫妇（Man and Wife，1870）
- 可怜的芬奇小姐（Poor Miss Finch，1872）
- 小姐呢还是太太（Miss or Mrs，1873）
- 新济良所（New Magdalene，1873）
- 法律和夫人（The Law and the Lady，1875）
- 一个流氓的一生（A Rogue's Life，1879）
- 小小说集（Little Novels，1879）
- 黑袍（The Black Robe，1881）
- 心和科学（Heart and Science，1883）
- 我说不行（I Say No，1884）
- 恶魔（The Evil Genius，1886）
- 罪恶的河流（The Guilty River，1886）